# Аманат (Восточно-Казахстанская область)
Аманат (каз. Аманат) — село в Куршимском районе Восточно-Казахстанской области Казахстана. Входит в состав Балыкшинского сельского округа. Код КАТО — 635237200.

## География
Село расположено на северном берегу озера Зайсан.  

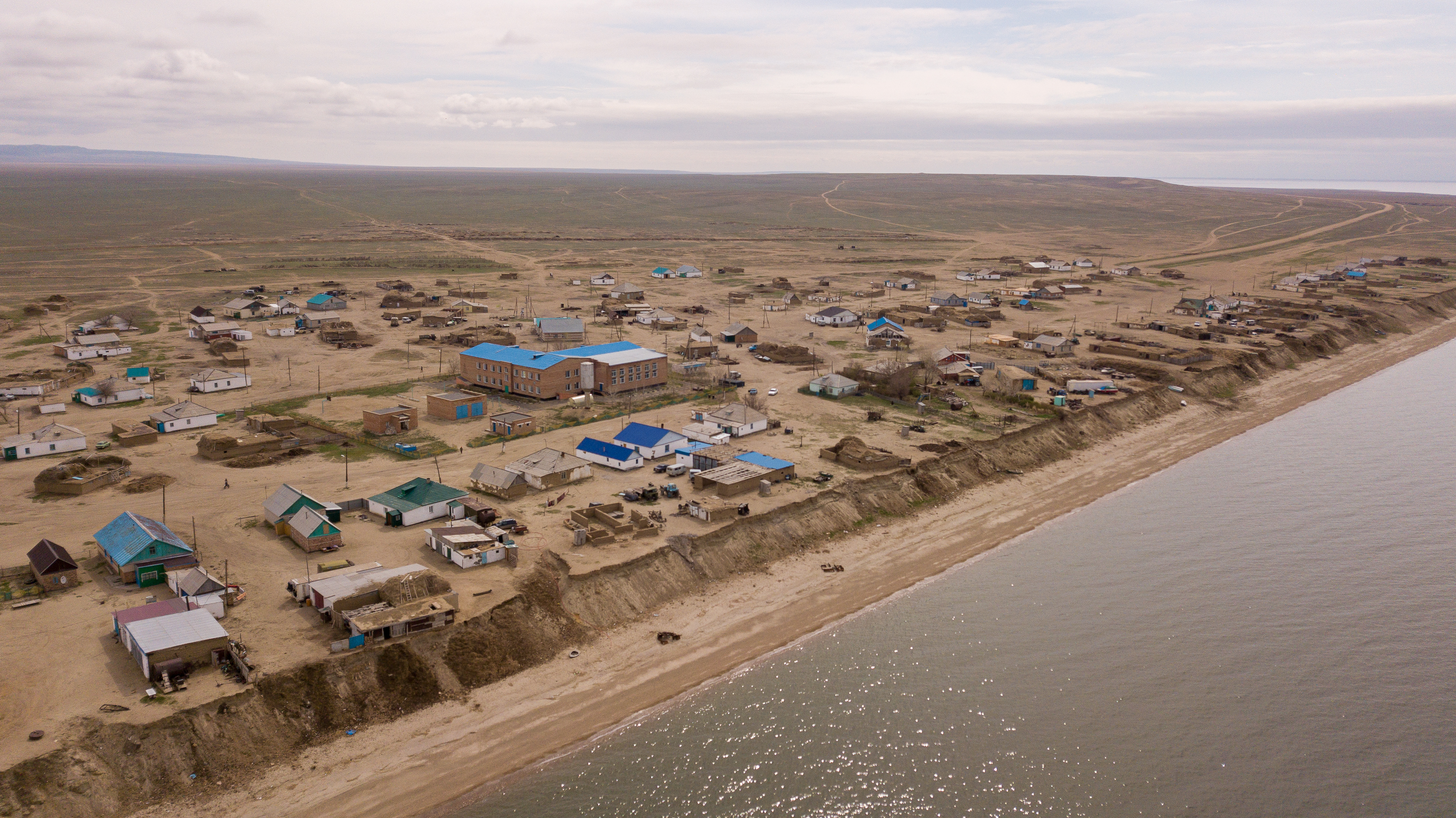
Село Аманат с воздуха, май 2019

## Население
В 1999 году население села составляло 307 человек (154 мужчины и 153 женщины). По данным переписи 2009 года в селе проживали 372 человека (204 мужчины и 168 женщин).